# マディソン郡の橋
『マディソン郡の橋』(英語: The Bridges of Madison County)はロバート・ジェームズ・ウォラーによる1992年のベストセラー小説である。1960年代のアイオワ州マディソン郡に住む、結婚はしているが孤独なイタリア人女性の物語である。ヒロインは、ワシントン州ベリンハムから屋根付橋のフォトエッセイを書くためマディソン郡にやってきた『ナショナルジオグラフィック』の写真家と不倫の恋に陥る。本作は実話の小説化という体裁にしてあるが、実際には全くのフィクションである。しかしながら、著者はインタビューで主人公と自分には強い共通性があると述べている。
この小説は20世紀におけるベストセラーとなり、世界で5千万部を売り上げた。1995年に映画化、2013年にミュージカル化もされている。

## あらすじ

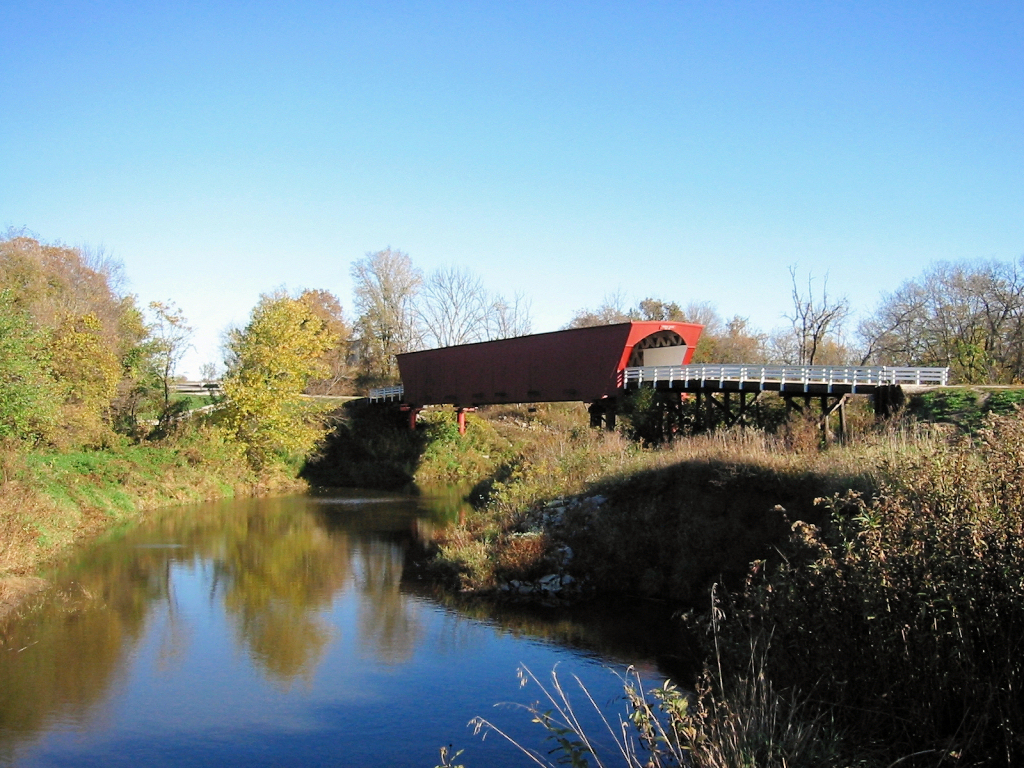
ローズマン・ブリッジ（2001年10月）

イタリアからやってきて夫や子どもとともにアイオワ州マディソン郡に住んでいる女性フランチェスカ・ジョンソンが、家族の留守中にこの郡にある屋根付橋の撮影にやってきた写真家ロバート・キンケイドと出会い、恋に落ちる。4日間の情事の末、ふたりは結局別れることになる。ロバートの死後にフランチェスカは亡き恋人の遺品を受け取る。ロバートは死後、火葬にされ、屋根付橋であるローズマン・ブリッジで散骨されていた。フランチェスカは死後、火葬にして灰をローズマン・ブリッジに撒いてほしいという遺言を残して亡くなる。

## 刊行情報
アメリカでは1992年にワーナーブックスより刊行された。
日本では村松潔訳が1993年に文藝春秋より刊行され、1997年に文庫化もされている。
イギリスでは当初、『黒と白の愛』(Love in Black and White)というタイトルで刊行された。
続編である『マディソン郡の橋 終楽章』(''A Thousand Country Roads'')が2002年に刊行された。主要な登場人物である2人が4日間の情事の後にどうなったかを語るものである。2人は二度と会わなかったが、死ぬまで絡み合った人生を生きた。
2005年、High Plains Tangoで三部作が完結した。この作品はウォラーが『マディソン郡の橋　終楽章』を書いていて二作品ぶんの題材があると気付いた時にできたものである。ロバート・キンケイドの婚外子であるカーライル・マクミランの物語である。

## 作品におけるケルト
著者はアイルランド人の血を引いており、キンケイドもまたアイルランド人の血を引いている。作品はケルト的なイメージが繰り返し描かれ、主人公2人は特にアイルランドの詩人ウィリアム・バトラー・イェイツの詩で結びついている。キンケイドが「月の銀のりんご／太陽の金のりんご」を朗読し、フランチェスカがそれは「さまようイーンガスの歌」だと指摘する場面がある。五島正夫は、この作品全体がケルトそのものと言え、この小説は「ケルトの妖精物語に源を置く大人の妖精物語」であると評している。

## 評価
『サンフランシスコ・クロニクル』はこの小説を「叙情詩的で官能的、感性が豊かな永遠の愛の物語」と称賛する一方、『エンターテインメント・ウィークリー』は「短く、心を打つ物語で、リアリティのごつごつした切れ味を有するがゆえにまさに感動的である」と評した。
「不自然で非現実的なダイアローグ」や「陳腐な」ストーリーラインが特徴の感傷的なお涙頂戴の小説だと批判をした批評家もいた。
この作品は1992年8月に『ニューヨーク・タイムズ』のベストセラーリストに初登場し、ゆっくりと順位を上げて1位になった。1995年10月8日まで、3年以上にわたり(連続して164週の間)、リストから落ちなかった。

## 映画化
『マディソン郡の橋』は1995年に同名の映画として翻案された。リチャード・ラグラヴェネーズが脚色を担当し、クリント・イーストウッドが監督した。イーストウッドとメリル・ストリープが出演した。

## ミュージカル化
『マディソン郡の橋』はミュージカル化されてトニー賞を受賞した。音楽と作詞はジェイソン・ロバート・ブラウンが担当し、台本はマーシャ・ノーマンによる。このミュージカルはウィリアムズタウン・シアター・フェスティバルで2013年8月1日に初演された。 バートレット・シアが演出をし、キャストはエレナ・シャドウがフランチェスカ役、スティーヴン・パスケールがロバート役であった。ミュージカルはブロードウェイ のジェラルド・ショーンフェルド・シアターで2014年1月17日からプレビュー公演を開始し、2014年2月20日に正式に公演開始した。ケリー・オハラがフランチェスカ役、スティーヴン・パスケールがロバート役であった。バートレット・シアが演出、マイケル・イヤガンがセット担当、キャサリン・ズベアが衣裳担当、ドナルド・ホルダーが照明担当であった。ハンター・フォスターがフランチェスカの夫であるバド・ジョンソン役を演じた。
日本では2018年3月にロバート役を山口祐一郎、フランチェスカ役を涼風真世で上演。

## 演劇化
フランスでは2007年（1月～4月）に演劇形式でマリニー劇場において上演され、ロバート役をアラン・ドロンが、フランチェスカ役をミレーユ・ダルクが演じた。